# Sestetto Chigiano d'Archi
Il Sestetto Chigiano d'Archi, noto anche semplicemente come Sestetto Chigiano, è stato un ensemble da camera italiano, attivo dagli anni '60 agli anni '80, che fu diretta filiazione della fortunata esperienza cameristica maturata dal Quintetto Chigiano.

## Formazione
- Violini: Riccardo Brengola (1917-2004), Giovanni Guglielmo (1935-2017) e successivamente Felice Cusano[1][2]
- Viole: Mario Benvenuti (1915-1995), Tito Riccardi (1929-1999)
- Violoncelli: Alain Meunier (1942), Adriano Vendramelli (1943-2007).

## Storia
In seguito alla morte del conte Guido Chigi-Saracini, nel 1966 il Quintetto Chigiano, dopo oltre 30 anni di fortunata carriera internazionale, cessò l'attività con l'intento di dar vita a un nuovo progetto cameristico.
Nacque così il Sestetto Chigiano d'Archi, con Riccardo Brengola sempre nel ruolo di primo violino e con il ritorno di Mario Benvenuti, storico membro del Quintetto Chigiano, questa volta in veste di violista.
Fin dalla sua fondazione, cavalcando la fama di cui godeva ancora il Quintetto Chigiano e grazie alla popolarità dei suoi membri, tenne numerosi concerti in Italia, Europa e Sud America.
Si deve all'attività del sestetto la felice riscoperta e valorizzazione di alcune opere di Boccherini: l'unico disco del Sestetto Chigiano è del 1971 per l'etichetta Arion, con il Sestetto op. 24 e del Quintetto per archi in Do maggiore di Boccherini. Alcuni membri del sestetto parteciparono inoltre con Severino Gazzelloni all'incisione del Sestetto op. 15 n. 1; rimangono inoltre vari nastri e registrazioni live.
Il Sestetto Chigiano eseguì inoltre un vasto repertorio di sestetti d'archi, tra cui Verklärte Nacht di Schönberg, i Sestetti di Brahms, Cassazione di Riccardo Malipiero, il Sestetto di Dvorak. Si presentò talvolta anche in formazione di quintetto d'archi (spesso per eseguire i quintetti di Mozart) o trio d'archi.

## Discografia
- 1971 – Boccherini: Quintetto per archi in Do Maggiore, Sestetto op. 24 (Arion)